# 装苑
装苑（そうえん）は、文化出版局が発行するハイファッション・モード系の女性向けファッション雑誌。
1936年（昭和11年）4月創刊。洋裁の専門誌として新たな文化を一般に紹介した、ファッション誌の草分け的存在である。2006年には創刊70周年を記念したショーが行われた。
創刊から2018年までは月刊誌、以降は隔月刊誌。創刊から1970年代まではB5判、以降A4変型。

## 概説
1936年、「服装の改善とその普及」を目的とした服装研究雑誌として『服装研究 装苑』の誌名で創刊された。都会の一部の女性だけがお洒落を楽しみ、わずかに輸入された海外モード誌だけを手本としていた昭和初期に、独自のテーマを掲げた先駆的なファッション雑誌として多くの読者に支持された。
『装苑』の命名者は、当時、編集委員であった藤井朝野と、文化服装学院の教授であった森岩謙一。「装いの庭」を意味し、フランスの服飾雑誌『ジャルダン・デ・モード(en: Le Jardin des Modes)』（1922年 - 1997年発行）と同意であった。

## 沿革
文化服装学院の前身である「文化裁縫女学校」の校友会誌『すみれ』、一般向けに発行していた季刊スタイルブック『服装文化』などを統合し、「学校の目的としている服装の改善と、その普及とにつとめたい」という主旨のもと、1936年（昭和11年）の文化服装学院創立と同時に月刊誌として創刊された。洋装は普及していたものの、衣服は家庭で自作するものであった時代において、正しい作り方や新しいデザインを一般に啓蒙する存在であり、また、営利目的の刊行ではなく学校機関誌の延長であったため、他の婦人雑誌とは一線を画した存在であった。
1941年（昭和16年）、戦時下の企業整備により、『服装文化』『手芸と洋裁』（手芸と洋裁社発行）と合併し、『服装文化』と改題。1944年（昭和19年）2月号をもって休刊。戦後、1946年（昭和21年）7月号をもって『装苑』として復刊。
創刊時から1940年代までは、海外のモード誌との提携による転載写真やファッションプレートがメインで、製図や作り方解説はあまり多くはなく、50ページ程度の薄い雑誌であった。物資不足の時代であったため、当時広く行われていた「衣服更生」（今でいうリメイク）のなども掲載されていた。
1950年代に家庭洋裁が全盛期を迎えると200ページを超えるボリュームになり、グラビアページで発表した服のほぼ全部の製図と作り方を掲載するようになった。編集部と読者、また読者同士の質疑や意見交換も活発に行われ、洋裁専門誌としての内容を充実させていく。同時期に発行されていた『ドレスメーキング』（鎌倉書房発行）や『服装』（婦人生活社、のちに田中千代学園発行）などは、料理や小説などの記事も掲載し、一般的な女性誌寄りの構成であったが、『装苑』はあくまで「服装研究」に撤し、洋裁に特化した実用誌であり、「発行部数に於てもその実質に於ても日本で第一の服飾雑誌」であった。
1953年11月にはクリスチャン・ディオールのスタッフを招聘してショーを開催し、ファッション界のみならず社会的な話題となる。
1956年、創刊20周年を記念して、新人デザイナーを対象とした公募ファッションコンテスト『装苑賞』を創設。コシノジュンコや高田賢三、山本寛斎など多数の有名デザイナーを輩出し、日本を代表する服飾デザインコンテストとして現在まで続いている。
1950年代後半から1970年代までは、毎号に本誌と同判型の別冊付録がついた。季節ごとのスタイルブックやテーマを絞ったデザイン集などで、本誌同様に製図や作り方解説がついており、付録のみで一冊の雑誌に匹敵する情報量があった。なかでも毎年5月（のちに6月）の付録となっていた『裁ち方便利帖』（のちに『裁ち方縫い方便利帳』）は、洋裁の基本や部分縫いの要点、パーツごとのデザインバリエーションなどを網羅した、保存版の洋裁ハンドブック的なものであった。
1980年代、既製服が普及して家庭洋裁が一般的ではなくなると、ファッション誌としての方向性を模索し『so-en』と改題。2000年代からは再び『装苑』となり、現在のハイファッション・モード系志向となる。日常着の作り方を掲載することはなくなり、製図の掲載はハイファッション作品の解説を兼ねた数体程度になる。2018年からは隔月刊となった。
近年はコスプレの流行などで家庭洋裁が再び脚光を浴び、『装苑』においてもコスプレ衣装やステージ衣装などの特集が増えている。なかでもPerfumeの衣装を取り上げることが多く、2020年には『装苑』編集部による『Perfume COSTUME BOOK 2005-2020』が出版された。

## モデル
- 松田和子（1953年 - 1960年代）
- 鷲尾いさ子（1983年1月号 - 1984年12月号）専属モデル、連続24ヶ月の表紙モデルは最長記録
- SUMIRE（2014年 - ）
- モトーラ世理奈（2017年 - ）

## 発行部数
|        | 1〜3月    | 4〜6月    | 7〜9月    | 10〜12月  |
| ------ | --------- | --------- | --------- | --------- |
| 2008年 |           | 72,500 部 | 72,334 部 | 68,000 部 |
| 2009年 | 66,667 部 | 57,167 部 | 55,834 部 | 57,334 部 |
| 2010年 | 54,500 部 | 55,834 部 | 54,167 部 | 49,667 部 |
| 2011年 | 45,834 部 | 44,500 部 | 49,167 部 | 43,167 部 |
| 2012年 | 42,334 部 | 42,334 部 | 46,334 部 | 44,334 部 |
| 2013年 | 44,000 部 | 43,000 部 | 43,167 部 | 37,667 部 |
| 2014年 | 39,000 部 | 39,000 部 | 40,334 部 | 38,834 部 |
| 2015年 | 38,667 部 | 35,834 部 | 33,834 部 | 29,834 部 |
| 2016年 | 30,500 部 | 30,667 部 | 34,833 部 | 33,500 部 |
| 2017年 | 34,833 部 | 33,667 部 | 35,667 部 | 33,833 部 |
| 2018年 | 34,000 部 | 33,500 部 | 46,000 部 | 39,000 部 |
| 2019年 | 42,500 部 |           |           |           |